# Адарназ I од Иберије
Адарназ I, из Хосроидске династије, био је председавајући принц Кнежевине Иберије (Картли, источна Грузија) од 627. до 637/642. године.
Био је син Бакура III, посљедњег краља Иберије, те наследни кнез (eristavi) Кахетије. Године 627, помогао је византијско-хазарску војску у опсади Тбилисија, а владаром Иберије га је поставио византијски цар Ираклије, који је дао погубити про-сасанидског принца Стефана I. Негде између 637. и 642. године (после битке код ал-Кадисије, а пре битке код Нихаванде), придружио је своје јединице онима албанског принца Џаваншира у нападима на иранске гарнизоне у Албанији.
Према историчару 7. века Мовсесу Каганкатвацију, Адарназ је носио три византијске титуле. Историчар Вахтанг Џобаџе идентификује га са Адарназом хипатосом који чије се име налази на фасади манастира Џвари у Мцхети. Кирил Туманоф, међутим тврди, да је тај Адарназ заправо Адарназ II из касног 7. века. Његове друге титуле су биле патрикос и можда чак и стрателатес.

## Литератиура
- Rapp, Stephen H. (2003). Studies in medieval Georgian historiography: early texts and Eurasian contexts. Peeters. ISBN 978-2-87723-723-9.